# Leonhard von Richter

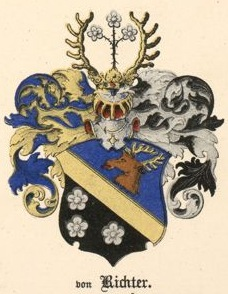
Familienwappen der von Richters

Leonhard von Richter (auch Georg Leonhard Christoph von Richter; russisch: Егор Христофорович Рихтер; * 15. Januar 1778; † 3. Juli 1823 in Teplitz) war ein deutsch-baltischer Adelsmann und Generalmajor der kaiserlich-russischen Armee.

## Leben
Seine militärische Laufbahn begann in der kaiserlich-russischen Armee. Als Major diente er in einem Musketen-Regiment. Als Oberstleutnant wechselte in ein Garderegiment und wurde 1812 als Oberst zum Kommandeur des Pawlowski-Grenadier-Regiment ernannt. Ab 1813 war er Stadtkommandant von Dünaburg und von 1814 bis 1823 von Riga. Er wurde im Jahre 1816 zum Generalmajor befördert. Zu seinen Besitzungen gehörten die Güter und Höfe Wattram, Marzingshof, Ramkau und Sellin.

## Herkunft und Familie
Das Adelsgeschlecht von Richter war seit dem Beginn des 17. Jahrhunderts im Baltikum ansässig und stammte ursprünglich aus Schlesien. Leonhard war der Sohn des livländischen Gouverneurs Christoph Adam von Richter (1751–1815) und der Margaretha Dorothea von Richter, geborene Freiin von Budberg (1759–1809). Er heiratete 1802 Anna Sophie von Huhn (1783–1866), deren Nachkommen waren:
- Otto Friedrich Leonhard von Richter (1804 – 1830)
- Christoph Melchior Alexander von Richter (1803 – 1864), Wirklicher Staatsrat
- Emilie Maria von Richter (1805 – 1852) ⚭ Robert Alexander Freiherr von Meyendorff (1802 – 1872)

## Auszeichnungen
- 1807 Preußischer Verdienstorden Pour le Mérite
- 1807 Russischer Orden des Heiligen Wladimir  (4. Klasse)
- 1808 Russischer Orden des Heiligen Georg (4. Klasse)